# Mannert L. Abele
Die USS Mannert L. Abele (DD-733) war ein Zerstörer der Allen-M.-Sumner-Klasse der United States Navy. Sie wurde im Juli 1944 bei der US-Marine in Dienst gestellt. Am 12. April 1945 wurde die Abele vor Okinawa als einziges Schiff während des Zweiten Weltkriegs durch eine bemannte Gleitbombe Yokosuka MXY-7 Ōka versenkt.

## Geschichte
Die Mannert L. Abele, benannt nach dem U-Bootkommandanten und Navy-Cross-Träger Lieutenant Commander Mannert Lincoln Abele (1903–1942), der mit der USS Grunion auf See vermisst wurde, wurde am 9. Dezember 1943 bei Bath Iron Works in Bath (Maine) auf Kiel gelegt. Der Zerstörer lief am 23. April 1944 vom Stapel, nachdem er durch die Witwe des Namensgebers getauft worden war, und wurde am 4. Juli bei der US-Marine unter dem Kommando von Commander Alton E. Parker in Dienst gestellt.
Nach ersten Erprobungsfahrten zu den Bermudas und einigen Trainingsfahrten für Zerstörerbesatzungen in der Chesapeake Bay verließ die Mannert L. Abele Norfolk am 16. Oktober 1944 in Richtung Pazifik. Via San Diego traf sie am 17. November in Pearl Harbor ein, wo zwei Wochen umfangreicher Manöver folgten. Zusammen mit einem Konvoi verließ das Schiff am 3. Dezember Hawaii in Richtung Westen, kehrte aber nach zwei Wochen zurück, um zum Jägerleit- und Radarwarnschiff umgebaut zu werden. Die Mannert L. Abele erhielt umfangreiche Funk- und Radaranlagen, nach mehrwöchigem Training verließ sie am 27. Januar 1945 Hawaii, um an der Invasion Iwo Jimas teilzunehmen. Als Teil des Sicherungsschirms von Vizeadmiral Richmond K. Turners Task Force 51 lief die Mannert L. Abele über Eniwetok und Saipan nach Iwo Jima, wo sie die Schiffe der Landungsflotte sicherte. Am nächsten Tag beteiligte sie sich an den Küstenbeschießungen. Bis zum Abend des 21. Februar unterstützte sie zudem die 5th Marine Division bei ihrem Vorstoß auf der Insel, dann nahm sie wieder ihren Posten als Radarwarnschiff ein. Am 3. und 4. März sowie vom 8. bis zum 10. März lieferte der Zerstörer erneut Feuerunterstützung für die gelandeten Truppen, am 10. März verließ er das Einsatzgebiet und lief am 12. März im Ulithi-Atoll ein.
Die Mannert L. Abele verließ das Atoll am 20. März und schloss sich am folgenden Tag der Task Force 54 von Konteradmiral Milton L. Deyo an, die die Feuerunterstützung für die alliierte Landung auf Okinawa liefern sollte. Am 24. März traf der Verband in den Ryūkyū-Inseln ein und begann in der folgenden Woche mit dem vorbereitenden Beschuss japanischer Stellungen auf den Inseln.
Am 1. April begannen US-Truppen mit der Landung auf Okinawa, die Mannert L. Abele lieferte zunächst Feuerunterstützung für die Truppen und wurde im Laufe des Tages als Radarvorposten in den Nordosten der Insel verlegt. Am 3. April wurde sie von drei japanischen Flugzeugen angegriffen, von denen zwei abgeschossen wurden. Am 5. April beschoss der Zerstörer erneut japanische Stellungen auf Okinawa, am Folgetag war er am Abschuss eines zweimotorigen japanischen Bombers beteiligt. Am 6. April wurde die Mannert L. Abele zur Nahsicherung der Transportschiffe beordert, um diese gegen einen eventuellen Durchbruch eines japanischen Flottenverbands um das Schlachtschiff Yamato zu sichern. Der Angriff (Operation Ten-Go) wurde durch Flugzeuge der Fast Carrier Task Force abgewehrt und ein Großteil der japanischen Schiffe versenkt.
Am 8. April nahm die Mannert L. Abele ihren Dienst als Radarvorposten nordwestlich von Okinawa wieder auf, unterstützt wurde sie von zwei raketenbestückten Landungsschiffen. Am Nachmittag des 12. April geriet der Zerstörer in einen groß angelegten Angriff von Kamikaze-Flugzeugen. Gegen 13:45 Uhr gelang es dem Zerstörer, drei angreifende Aichi D3A Val abzuwehren, die sich auf USS LSM(R)-189 stürzten. Eine Viertelstunde später folgte eine zweite Welle Kamikaze, bestehend aus 15 bis 25 Flugzeugen, die sich aber für eine halbe Stunde weitestgehend außerhalb der Reichweite der Geschütze der Mannert L. Abele hielten.
Gegen 14:40 Uhr drehten drei Mitsubishi A6M Zeke auf den Zerstörer zu, zwei konnten durch Geschützfeuer abgewehrt und zum Absturz gebracht werden, die dritte Zeke schlug trotz zahlreicher Flaktreffer auf der Steuerbordseite in Höhe des achteren Maschinenraums ein und setzte diesen in Brand. Durch die Explosion wurde der Kiel des Schiffs gebrochen und die gesamte Energieversorgung an Bord sowie die gesamte Maschinenanlage lahmgelegt. Die Mannert L. Abele lag weitgehend wehr- und antriebslos im Wasser, als eine Minute später eine Yokosuka MXY-7 Ōka, eine von einem Piloten gesteuerte raketengetriebene Gleitbombe, mittschiffs auf Höhe der Wasserlinie das Schiff traf. Die Explosion der 1000 kg Sprengstoff der Ōka ließen den Zerstörer sofort auseinanderbrechen, die Bug- und Hecksektionen sanken schnell. Etliche Überlebende konnten von den Begleitern LSM(R)-189 und LSM(R)-190 gerettet werden, die auch zahlreiche weitere Flugzeuge abschossen, welche auf die im Wasser treibenden Überlebenden feuerten.
Die Mannert L. Abele war eines von drei Radarvorposten-Schiffen, das während der Schlacht um Okinawa von Ōka-Bomben getroffen wurde, blieb allerdings das einzige, das durch den Treffer sank.
Die Mannert L. Abele erhielt zwei Battle Stars.